# Бенавенте, Хуан Алонсо Пиментель де Эррера
Хуан Алонсо Пиментель де Эррера, 7-й Граф и 5-й герцог Бенавенте (исп. Juan Alonso Pimentel de Herrera y Quiñones; умер 8 ноября 1621, Мадрид, Испания) — испанский дворянин из рода Пиментелей, который занимал пост вице-короля Валенсии (в 1598—1602), вице-короля Неаполя (в 1603—1610). Был также членом Государственного Совета и председателем Совета Италии.

## Биография
Второй сын Антонио Алонсо Пиментеля-и-Эрреры де Веласко, 6-го графа и 3-го герцога Бенавенте, и его жены, Марии Луисы Энрикес Гусман, дочери Фернандо Энрикеса де Веласко, 1-го герцога Медина-де-Риосеко, 4-го графа де Мельгар и 5-го адмирала Кастилии. Унаследовал дворянские титулы после смерти брата Луиса в 1576 году, 8-го графа 5-го герцога Бенавенте, гранда Испании, 8-го графа Майорги и 3-го графа де Вильялон. Был также командором Кастроторафе, членом Совета Тринадцати Ордена Сантьяго, главным мажордомом королевы Изабеллы де Бурбон.

## Вице-король Неаполя
В апреле 1603 года Х. А. Пиментель де Эррера прибыл в Неаполь, куда был назначен Филиппом III на должность вице-короля вместо Франсиско Руиса де Кастро-младшего, занимавшего этот пост после смерти своего отца. Во время его правления в Неаполе был увеличен объём коммунального и дорожного строительства, в связи с этим, чтобы удовлетворить требования мадридского двора в сфере хозяйственных нужд монархии, были введены новые налоги. Он должен был подавлять беспорядки, к которым привело усиление налогового бремени, защищать побережье от турецких пиратов и бороться с бандитами, действовавшими в Калабрии.
В своем стремлении строго придерживаться справедливости он пытался лишить церкви (las iglesias) права, предоставленного буллой папы Григория XIV давать убежище преступникам, и на этой почве вступил в конфронтацию с церковными властями, в том числе с архиепископом Неаполя кардиналом Аквавивой. Когда он вернулся в Испанию в июне 1610 года, он привез с собой две работы кисти Караваджо, одна из которых, «Распятие святого Андрея», демонстрируется в музее искусства города Кливленда.

## Браки и потомки
Он женился в 1569 году на Каталине Вихил де Киньонес (ум. 1574), 6-й графине де Луна, дочери Луиса Вихил де Киньонеса, 5-го графа де Луна. Их детьми были:
- Антонио Алонсо Пиментель-и-Киньонес, 7-й граф де Луна (1462) и 9-й граф де Майорга.
- Мария Пиментель-и-Киньонес, замужем за своим двоюродным братом Луисом Фахардо-и-Рекесенсом, 4-м маркизом де лос-Велес и 3-м маркизом де Молина.

Он заключил второй брак в 1582 году со своей кузиной Менсией де Суньига-и-Рекесенс, дочерью Луиса де Рекесенса-и-Суньиги, губернатора герцогства Милан (1572—1573) и Нидерландов (1573—1576). У супругов были следующие дети:
- Хуан Пиментель де Суньига-и-Рекесенс (ум. 1626), назначенный 1-м маркизом Вильяр-де-Граханехос (1607).
- Родриго Пиментель де Суньига, рыцарь Ордена Алькантара
- Алонсо Пиментель де Суньига, кавалер Ордена Сантьяго
- Диего Пиментель де Суньига, рыцарь Ордена Алькантара, комендадор Майорги, капитан-генерал Неаполя, женат на Магдалене де Гусман-и-Суньига (ум. 1658), 3-й графине Вильяверде-де-Мадрид
- Менсия Пиментель де Суньига, замужем за Фернандо Альваресом де Толедо Португалом, 6-м графом Оропесы
- Доминго Пиментель де Суньига, епископ Осмы (1630—1633), епископ Кордовы (1633—1649) и архиепископ Севильи (1649—1653).
- Энрике Пиментель де Суньига
- Херонимо Пиментель де Суньига-и-Рекесенс, 1-й маркиз Байонна
- Мануэль Пиментель де Суньига, рыцарь Ордена Сантьяго, женат на Хуане де Рохас Перейра, 6-й графине Фейра
- Гарсия Пиментель де Суньига женат на Октавии Торниель.

У него также был внебрачный сын:
- Энрике Пиментель (1574—1643), епископ Вальядолида, Куэнки и председатель Арагонского совета.